# Chirwon-eup
Chirwon-eup (koreanska: 칠원읍) är en köping i den södra delen av Sydkorea,  285 km söder om huvudstaden Seoul.  Den ligger i kommunen Haman-gun i provinsen Södra Gyeongsang.
Chirwon-eup fick status som köping 1 januari 2015, dessförinnan hade den status som socken och hette Chirwon-myeon (칠원면).